# Burg Seinsfeld
Die Burg Seinsfeld, auch Schloss Hellermannsfeld genannt, geht zurück auf eine Wasserburg nördlich der Ortsgemeinde Seinsfeld im Eifelkreis Bitburg-Prüm in Rheinland-Pfalz.

## Geschichte
Die genaue Entstehungszeit der Burg ist nicht bekannt. 1325 wurde sie erstmals urkundlich erwähnt, als sie von König Johann von Böhmen an Arnold von Blankenheim übertragen wurde.
Die ältesten Baureste der Burg stammen aus dem 15. Jahrhundert. Im 17. bis 18. Jahrhundert wurden große Teile neu ausgebaut.
1794 verkaufte Freiherr Ernst von Berg die Burg an den Notar Lothar München aus Dudeldorf, 1817 erwarb sie Herr Duvain und 1817 besaßen die Herren Carl Leist und Heinrich Carl Hellermann aus Meisenheim die Burg, die nun auch Schloss Hellermannsfeld genannt wurde. 1890 wurde der Westflügel der Burg abgerissen. Ab 1920 war die Burg im Besitz von Heinrich Josef Leist.
Um 1935 und 1949 wurde der Westflügel der Burg wieder aufgebaut. Nach dem Zweiten Weltkrieg diente sie als Kindererholungsheim. Heute ist die Burg im Privatbesitz und wird bewohnt.

## Anlage
Die von einem bis zu 17 m breiten und 6 m tiefen Wassergraben mit außen liegendem teils noch sichtbarem Wall umgebene Burganlage ist fast kreisrund mit einem Durchmesser von 60 m.
An der Nordseite befinden sich noch 2,50 m dicke Außenmauern mit innenliegenden Bogennischen, wo ein geschlossener Wehrgang mit Schießscharten auf den Wehrturm im Westen der Burg führte. An der Ostseite sind noch die Anschlagstellen einer Zugbrücke zu sehen, die heute durch eine Steinbrücke ersetzt ist und am Treppenturm im Innenhof sind zwei Grabsteine eingelassen.

Burg Seinsfeld
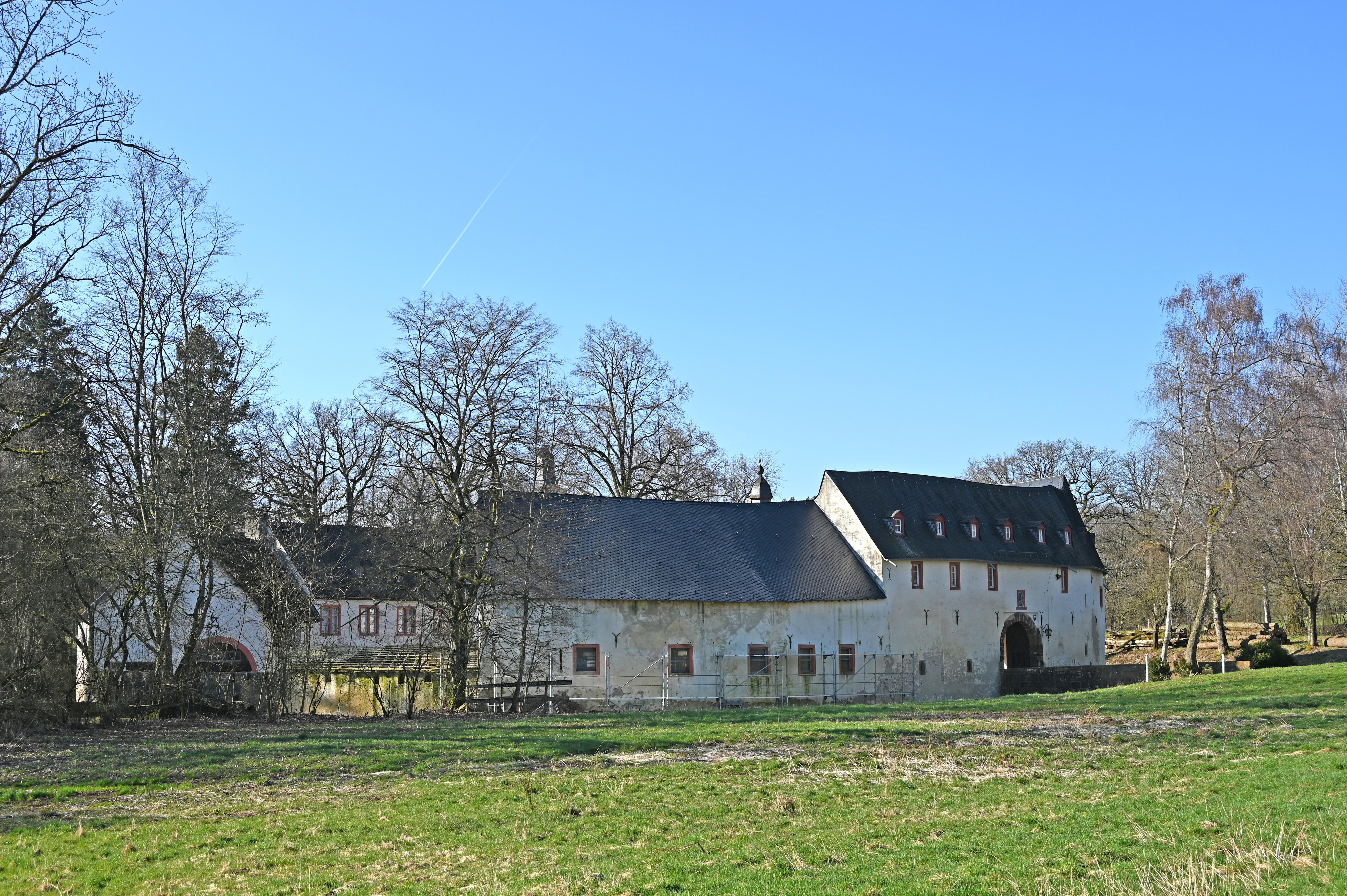
Südostsicht der Wasserburg
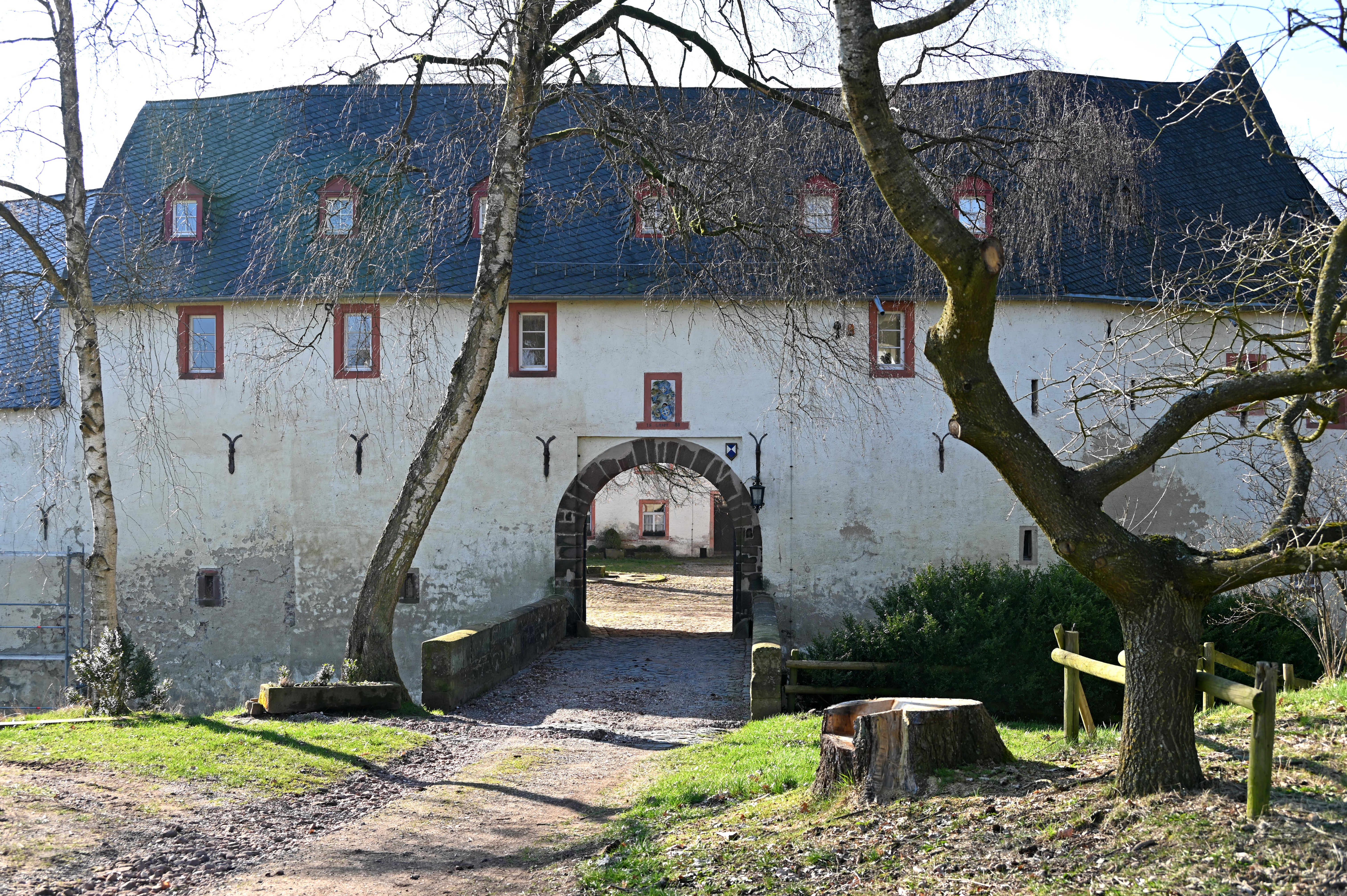
Burgtor
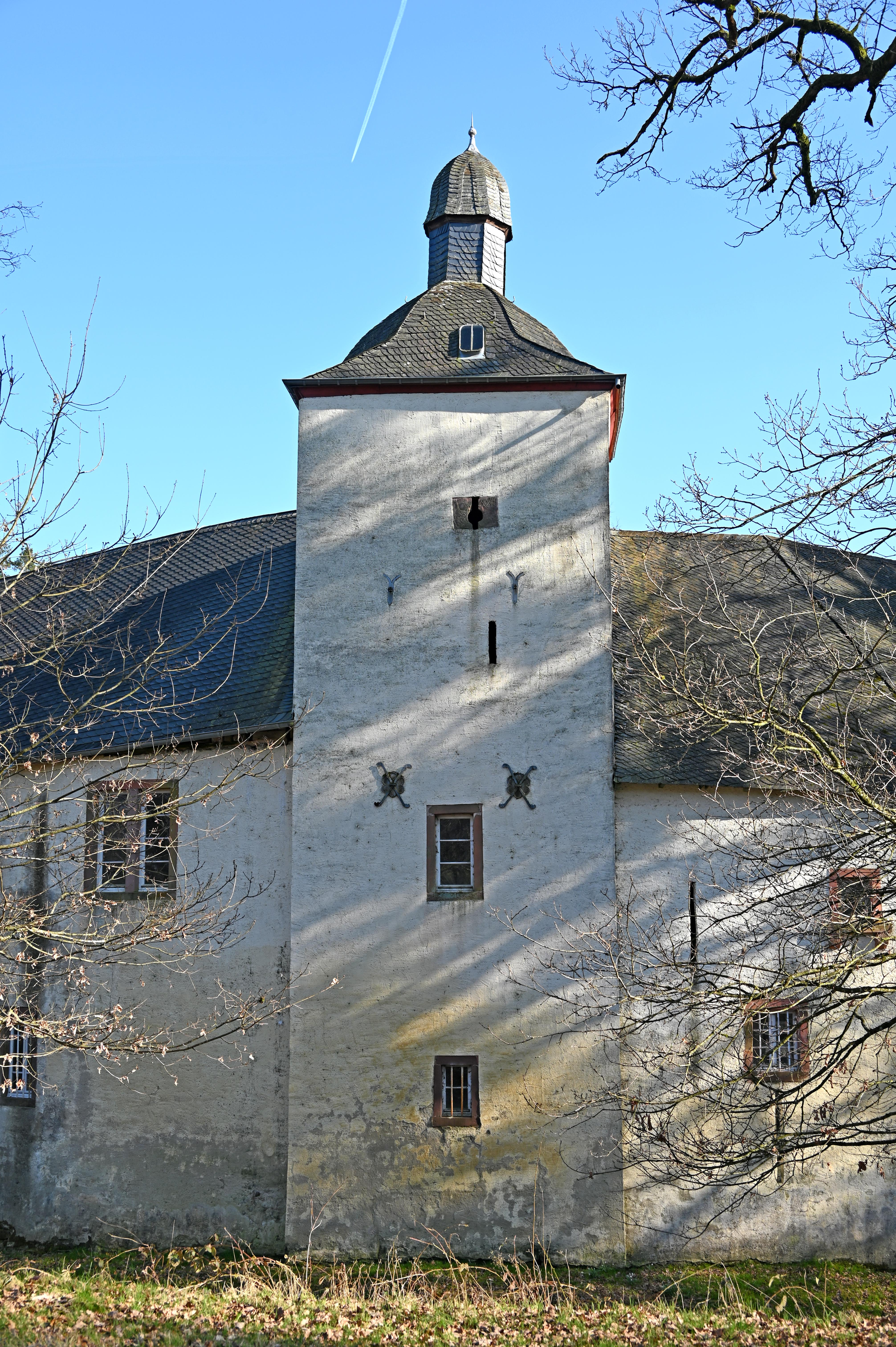
Bergfried
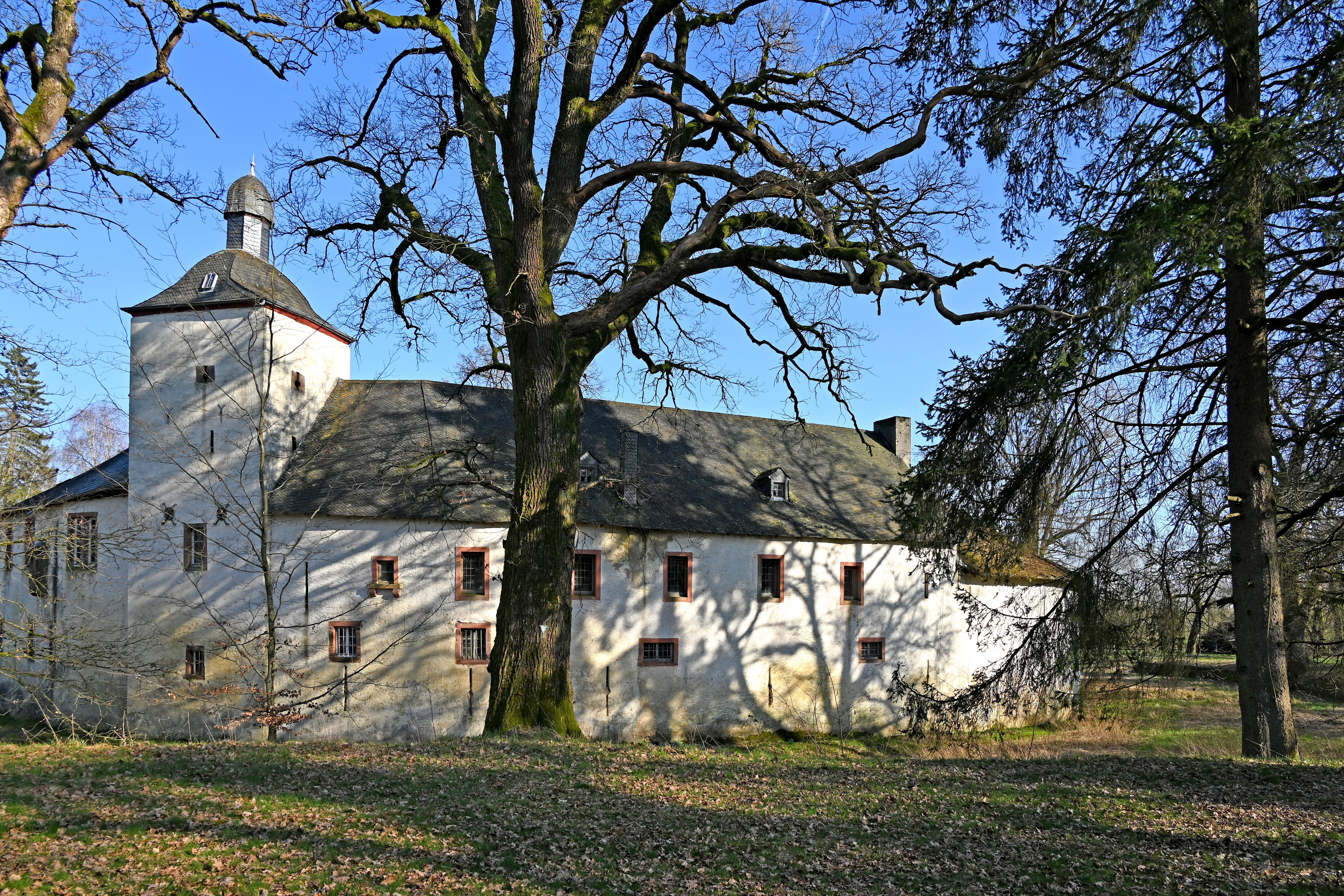
Westansicht
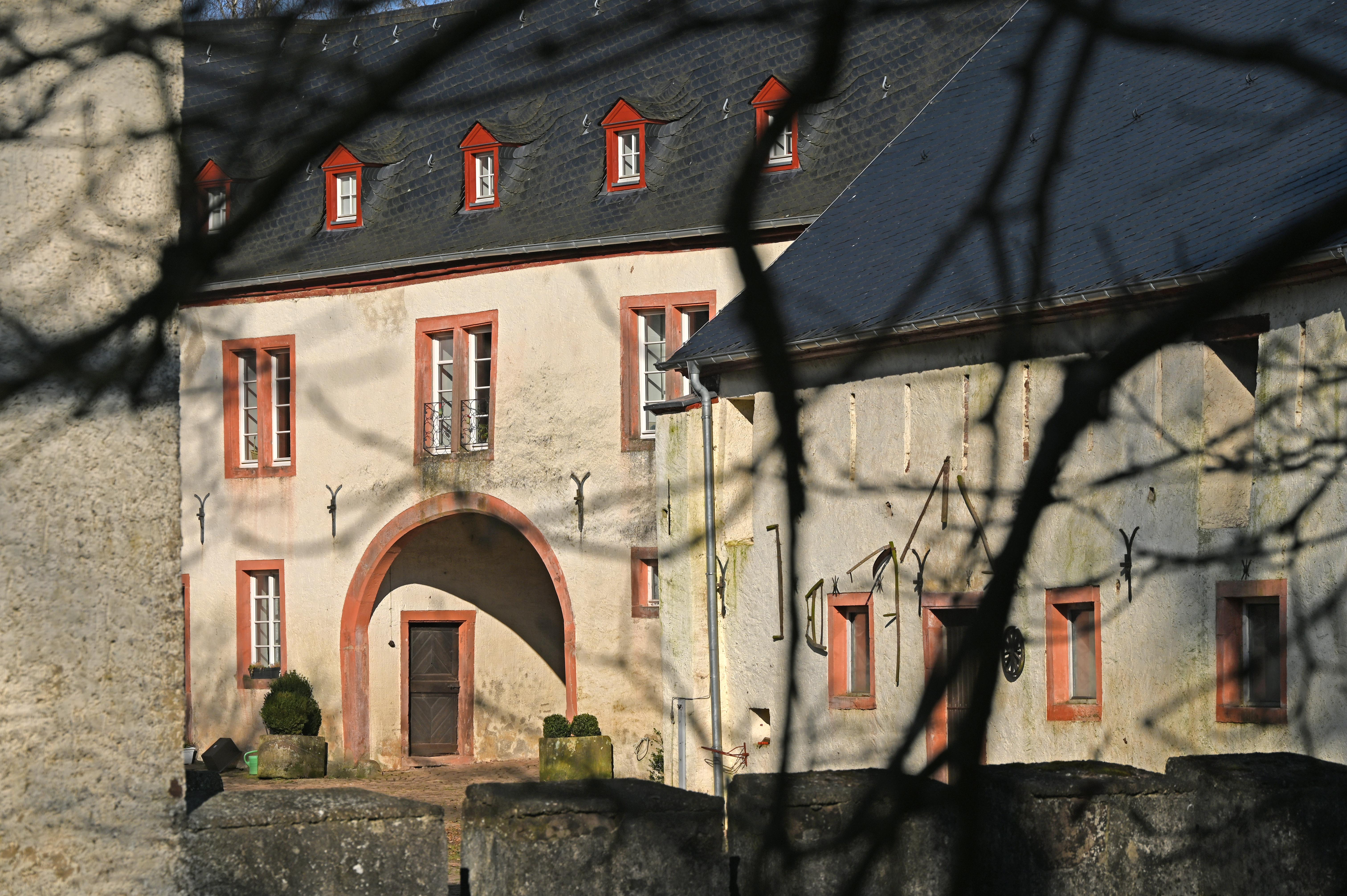
InnererTorbogen von Südwesten